# Andrea Brustolon

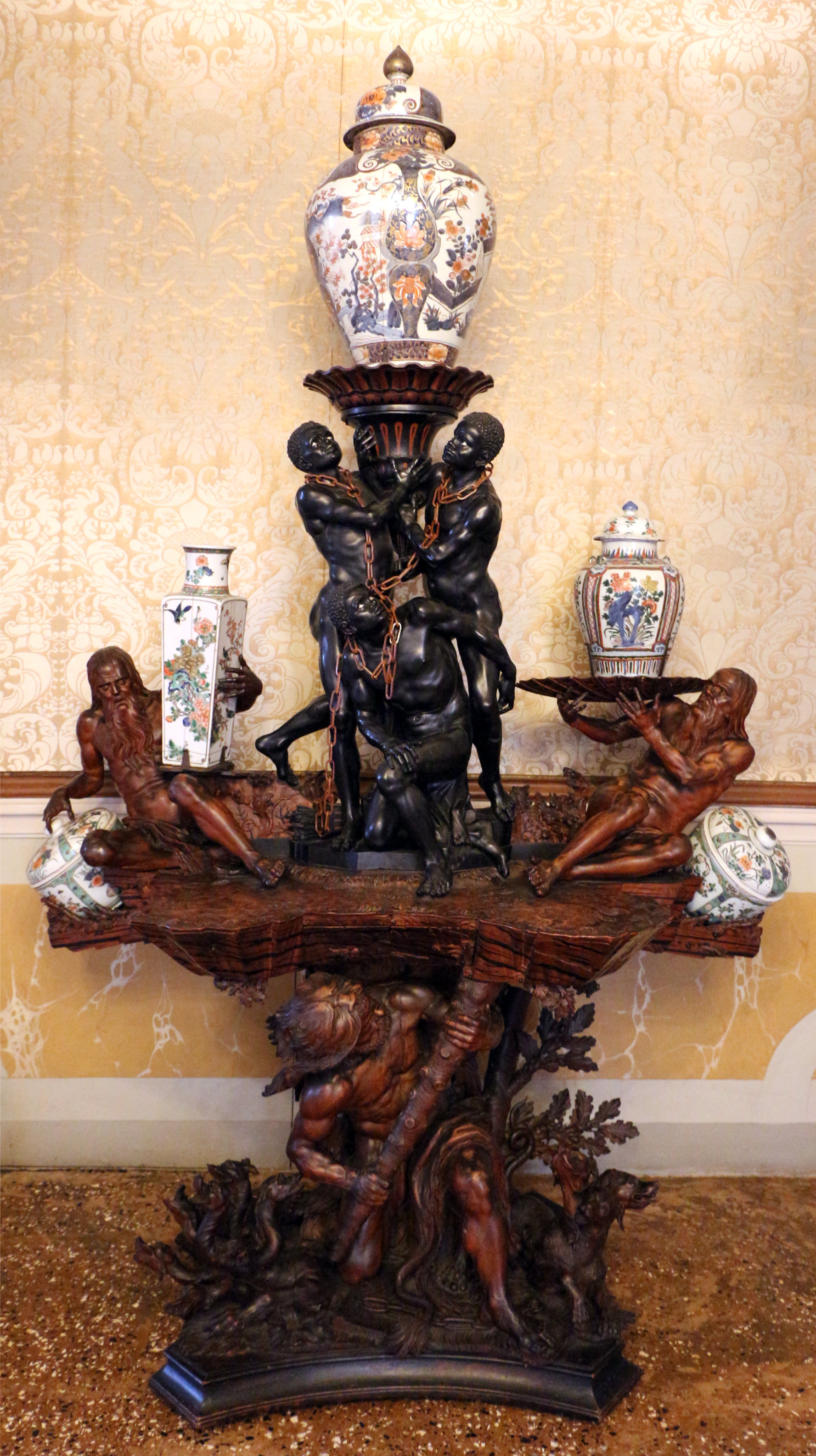
Deze extravagante console ontwierp Brustolon speciaal voor het Japanse porselein van Pietro Venier. Mythologische figuren als Hercules, de Hydra en Cerberus worden gecombineerd met drie ebbenhouten 'blackamoors' van het slaventype.

Andrea Brustolon (Belluno, 20 juli 1662 – aldaar, 25 oktober 1732) was een Italiaans beeldsnijder die profaan en religieus meubilair in barokstijl maakte. Met zijn vele Morenfiguren lag hij aan de basis van de 'blackamoor' in de kunst.

## Leven
Brustolon kwam uit Belluno, een stadje op het Venetiaanse terraferma met een traditie van sculptuur. Hij werd opgeleid door zijn vader Jacopo (1638-1709) en door de schilder Agostino Ridolfi (1646-1727). Daarna ging hij werken in het atelier van de Genuese beeldhouwer Filippo Parodi, die opdrachten uitvoerde in Padua en Venetië. Vermoedelijk bracht hij de jaren 1678-1680 door in Rome, waar hij werd beïnvloed door het hoogbarokke beeldhouwwerk van Bernini en diens tijdgenoten. 
In 1680 vestigde Brustolon zich in Venetië. Zijn decoratieve snijwerk voor Venetiaanse kerken was zo overvloedig, dat hij op zeer korte tijd een atelier met veel assistenten moet hebben opgezet. Zoals in het Londen van Grinling Gibbons, is er in Venetië bijna geen hoogkwalitatief baroksnijwerk dat niet op een gegeven moment aan Brustolon is toegeschreven. Tot zijn opdrachtgevers behoorden – naast katholieke en joodse instellingen – ook machtige patriciërs, zoals de families Venier, Pisani en Correr. Rond 1699 keerde hij terug naar Belluno om het atelier van zijn vader en zijn broer Paolo te vervoegen. Vanaf dan wijdde hij zich vooral aan tabernakels en devotionele sculpturen, al bleven ook profane opdrachten komen. Hij stierf als vrijgezel en werd begraven in de Chiesa di San Pietro van Belluno.

## Werk
Brustolon werkte vooral in walnoot, buxus, ebbenhout en ivoor. Hij sculpteerde talloze putti en engelen. Onder zijn seculiere creaties waren fauteuils met figuren als voorpoten en armleuningen. In consoletafels, kandelaars en guéridons kon hij de barokke neiging kwijt om een vorm driedimensionaal te ontwikkelen. Als variant op de kariatide of atlas creëerde hij de 'blackamoor', een zwarte dragende figuur. Vaak ging het om slaven met kettingen om het lijf, maar ook stoere krijgers zijn vertegenwoordigd.
Aanzienlijke collecties van zijn werk zijn te zien in het Ca' Rezzonico te Venetië, het Palazzo Quirinale in Rome en de Villa Pisani in Stra. De stijl van Brustolon had veel navolgers, zowel in zijn eigen tijd als later. Een van hen was de Venetiaanse beeldhouwer Valentino Panciera Besarel (1829-1902).

## Wetenswaardig
- Honoré de Balzac bedacht Brustolon in zijn roman Le cousin Pons met de titel "Michelangelo van het hout".

## Voetnoten
1. ↑  Deze 'blackamoor' kunst is confronterend én leerzaam, De Volkskrant, 19 oktober 2018

- Bibliothèque nationale de France: cb14970715p (data)
- Gemeinsame Normdatei: 124631509
- International Standard Name Identifier: 0000 0001 1765 1326
- Library of Congress Control Number: nr95001706
- National Gallery of Victoria: 15216
- RKD-Nederlands Instituut voor Kunstgeschiedenis: 121999
- Istituto Centrale per il Catalogo Unico: TSAV249706
- SNAC: w6327m9k
- Système universitaire de documentation: 144222299
- Union List of Artist Names: 500002627
- Virtual International Authority File: 57551145
- WorldCat: E39PBJgcX8YGQ3yKfKC9CxYkjC